# Mosrite
Mosrite es una compañía estadounidense fabricante de guitarras fundada en 1956.

## Historia
La empresa fue fundada en California en 1956 por los hermanos Semie y Andy Moseley. Desde finales de la década de 1950 hasta principios de la década de 1990 tuvo su sede en Bakersfield. Para finales de la década de 1960, la empresa fabricaba alrededor de 600 guitarras al mes. Con el paso del tiempo, las guitarras marca Mosrite fueron tocadas por muchos artistas de rock and roll y country.
Las guitarras Mosrite eran conocidas por tener mástiles muy finos, con trastes bajos y estrechos y pastillas de alta potencia. El diseño de Moseley para la agrupacipón The Ventures, conocido como "el modelo Ventures" (más tarde conocido como "Mark I") se consideraba generalmente el buque insignia de la línea. Mosrite también fabricó un pequeño número de guitarras acústicas: el modelo Serenade y cuatro modelos Balladere, incluido uno de doce cuerdas.

## Clientes notables
- Johnny Ramone (de Ramones)
- Fred "Sonic" Smith (de MC5)
- Dave Alexander (de The Stooges)
- Kurt Cobain (de Nirvana)

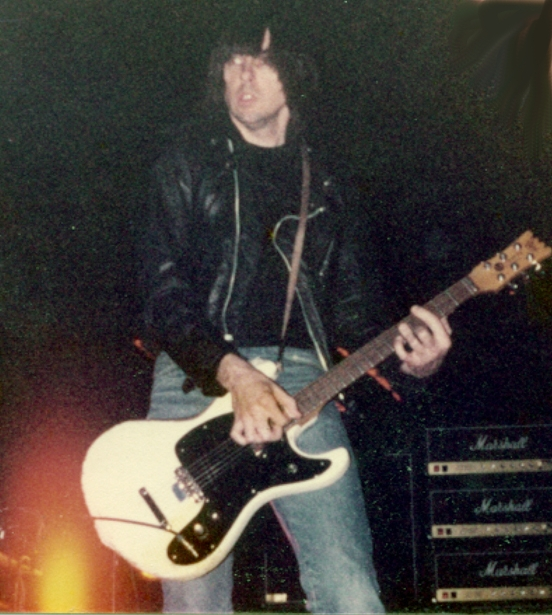
Johnny Ramone con un modelo Ventures II de 1965.

- Jerry Cantrell (de Alice in Chains)
- Kevin Shields (de My Bloody Valentine)
- C.J. Ramone (de Ramones)
- Izzy Stradlin (de Guns 'N Roses)

Fuentes: